# هنري هيغينز
هنري هيغينز (بالإسبانية: Henry Higgins)‏ هو ماتادور كولومبي، ولد في 26 أكتوبر 1944 في بوغوتا في كولومبيا، وتوفي في 15 أغسطس 1978.